# Handelsvertrag der Völker

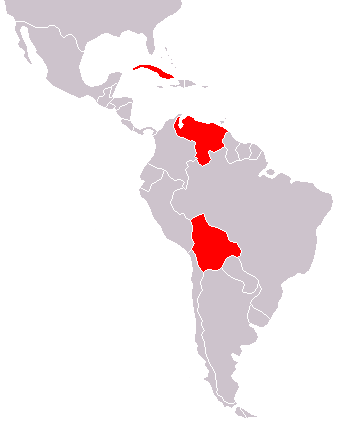
Mitgliedstaaten des Handelsvertrages der Völker

Der Handelsvertrag der Völker (spanisch Tratado de Comercio de los Pueblos, TCP) ist ein am 29. April 2006 von den Präsidenten der Länder Bolivien, Venezuela und Kuba in Havanna unterzeichnetes Handelsabkommen, das solidarische Handelsbeziehungen zwischen den drei Staaten etabliert.
Es ist ein Gegenprojekt zur von den USA dominierten FTAA, welche im November 2005 auf dem Amerika-Gipfel im argentinischen Mar del Plata von Brasilien, Argentinien, Paraguay, Uruguay und Venezuela abgelehnt worden war, da sich diese Staaten durch das Abkommen benachteiligt sahen. Venezuelas Präsident Hugo Chávez feierte die Ablehnung als persönlichen Sieg über US-Präsident George Bush. Die USA schlossen im Gegenzug Einzelverträge mit Peru und Kolumbien, zunächst über die Lieferung subventionierten Sojas, was wiederum Bolivien wirtschaftlich schaden konnte (Bolivien belieferte bislang Kolumbien mit Soja im Wert von 140 Millionen Euro jährlich).
Im Handelsvertrag der Völker schließt sich Bolivien den am 14. Dezember 2004 im Rahmen der ALBA abgeschlossenen Abkommen zwischen Venezuela und Kuba an.
Unter anderem wird im Handelsvertrag der Völker der Austausch von Technologien und technologischen Ausstattungen und die gemeinsame Bekämpfung des Analphabetismus vereinbart.
Im Vertrag wird insbesondere festgelegt, dass Kuba Bolivien bei seinem Alphabetisierungsprogramm und in anderen Bereichen des Bildungswesens unterstützt, sowie beim Aufbau von Zentren für Augenheilkunde durch Bereitstellung von Spitzentechnologie und Fachärzten.
Außerdem vermittelt Kuba Bolivien seine Erfahrungen auf dem Gebiet des Energiesparens.
Kuba und Venezuela stellen je 5000 Stipendiatenplätze für Bolivianer zur Ausbildung von Medizinern und in anderen Bereichen zur Verfügung.
Venezuela verpflichtet sich gegenüber Bolivien zur weitreichenden Zusammenarbeit im Energie- und Bergbaubereich, zur Schaffung eines Sonderfonds für die Finanzierung von Produktions- und Infrastrukturprojekten, zur Zusammenarbeit in Forschungsstudien der Biodiversität und im Bereich der Telekommunikation, zur Erhöhung der Importe bolivianischer Produkte, zu einer Spende von 30 Millionen Dollar für Bedürfnisse sozialer und produktiver Art und zur Spende einer Asphalt- und Asphaltmischanlage.
Bolivien kann die Infrastruktur und Anlagen des See- und Lufttransports Venezuelas zu bevorzugten Bedingungen nutzen und die Gründung von bolivianischen Unternehmen in Venezuela zur Rohstoffverarbeitung wird erleichtert.
Bolivien verpflichtet sich zur Lieferung seiner bergbaulichen, landwirtschaftlichen, agroindustriellen, Fischfang- und Industrieprodukte, soweit sie von Kuba und Venezuela benötigt werden und zur Lieferung von Treibstoffen.
Weiterhin wird ein Erfahrungsaustausch in der Erforschung von indigenen Völkern, über das Studium und die Wiedergewinnung der Kenntnisse der Vorfahren über Naturheilkunde, sowie über wissenschaftliche Erforschung der Naturressourcen und der land- und viehwirtschaftlichen genetischen Richtlinien vereinbart.
Für den Handel mit Bolivien werden Kuba und Venezuela umgehend alle Zölle und alle anderen nichttariflichen Schranken beseitigen.
Kuba und Venezuela garantieren den Kauf aller landwirtschaftlichen und industriellen Produkte Boliviens, die aufgrund von Freihandelsverträgen mit den USA oder europäischen Regierungen ihren Absatzmarkt verloren haben.
Kuba und Venezuela helfen Bolivien bei der Einrichtung einer staatlichen Fluggesellschaft und bei der Entwicklung des Sports.
Weiterhin sagen Kuba und Venezuela ihre Unterstützung zu bei Boliviens Forderung nach einer bedingungslosen Aufhebung seiner Auslandsschulden.